# Elan Atias
Elan Atias, ou Don Elan ou encore Elan, né le 21 septembre 1975, est un auteur compositeur interprète de reggae américain.
Il a été chanteur principal du groupe The Wailers de 1997 à 1999 et de nouveau à la fin des années 2000.
Il a également posé sa voix sur des titres de house.

## Discographie

### Albums
- Together as One (2006) - produit par Tony Kanal
- Zadik - We are one (2010)

### Singles
- "Red Red Wine" (2000)
- "Put It On" (2000)
- "Dreams Come True" (2001)
- "I'm In Love With You Girl"(2001)
- "Slave to Love" (2004)
- "Love to the People" (2005)
- "Girl" (2006)
- "The Way" (2009) - avec Junior Caldera
- "Be Free" (2009)
- "Shehechyanu" (2010)